# ديسكوغز
ديسكوغز (بالإنجليزية: Discogs)‏ هو موقع على الإنترنت، وقاعدة بيانات لمعلومات التسجيلات الصوتية، بما في ذلك الإصدارات التجارية والإصدارات الترويجية والإصدارات غير المشروعة Bootleg أو خارج التسمية، بينما تم إنشاء الموقع في الأصل بهدف أن يصبح أكبر قاعدة بيانات على الإنترنت للموسيقى الإلكترونية. يتضمن الموقع الآن إصدارات بجميع الأنواع وبجميع التنسيقات. بعد أن تم فتح قاعدة البيانات للمساهمات من الجمهور، بدأت موسيقى الروك تصبح النوع الأكثر انتشارًا في القائمة. اعتبارًا من 28 أغسطس 2019، على أكثر من 11.6 مليون إصدار، من قبل أكثر من 6 ملايين فنان، عبر أكثر من 1.3 مليون ملصق، من أكثر من 456000 حساب مستخدم مساهم (مع تزايد هذه الأرقام باستمرار حيث يضيف المستخدمون باستمرار الإصدارات غير المدرجة سابقًا إلى الموقع بمرور الوقت).
شركة زينك ميديا .Zink Media, Inc هي مالكة الديسكزجز، وتقع في بورتلاند، أوريغون بالولايات المتحدة الأمريكية.

## وصلات خارجية
- الموقع الرسمي